# マーティン家失踪事件
マーティン家失踪事件 (Disappearance of Martin family) は、アメリカ合衆国・オレゴン州ポートランドのマーティン家が、1958年12月7日の日曜日に、クリスマス飾りの青葉集めに出かけた日帰り旅行中、ワシントン州コロンビア・リヴァー・ゴージ (Columbia River Gorge) で消息を絶った事件。
行方不明になったのは、ケネス・マーティン（Kenneth Martin、54歳）と妻バーバラ・マーティン（Barbara Martin、48歳）および、「バービー」ことバーバラ（Barbara "Barbie"、14歳）、スーザン（Susan、13歳）、ヴァージニア（Virginia、11歳）の3人の娘である。一家の長男ドナルド（Donald）は、アメリカ海軍に所属しており、家族の失踪時はニューヨークに配置されていた。数か月後、スーザンとヴァージニアの遺体が、コロンビア川の岸で、互いにおおよそ30マイル (48 km)離れた場所で発見された。
警察は最初一家の車が川に落ちた可能性を考えたが、事件を取り巻く状況を完全に説明することはできなかった。一家失踪の翌日、近辺で盗難拳銃が発見され、2人の前科者が逮捕されたことが、事件の解明をなお複雑にした。捜査当局は、これらに何らかの関連性があるのかどうかを突き止めることができなかった。ケネス、バーバラ、および長女バービーの行方は不明なままで、さらに一家の車は発見されていない。この失踪は、オレゴン州史上「もっとも不可解」な謎の一つと評されている。

## 失踪

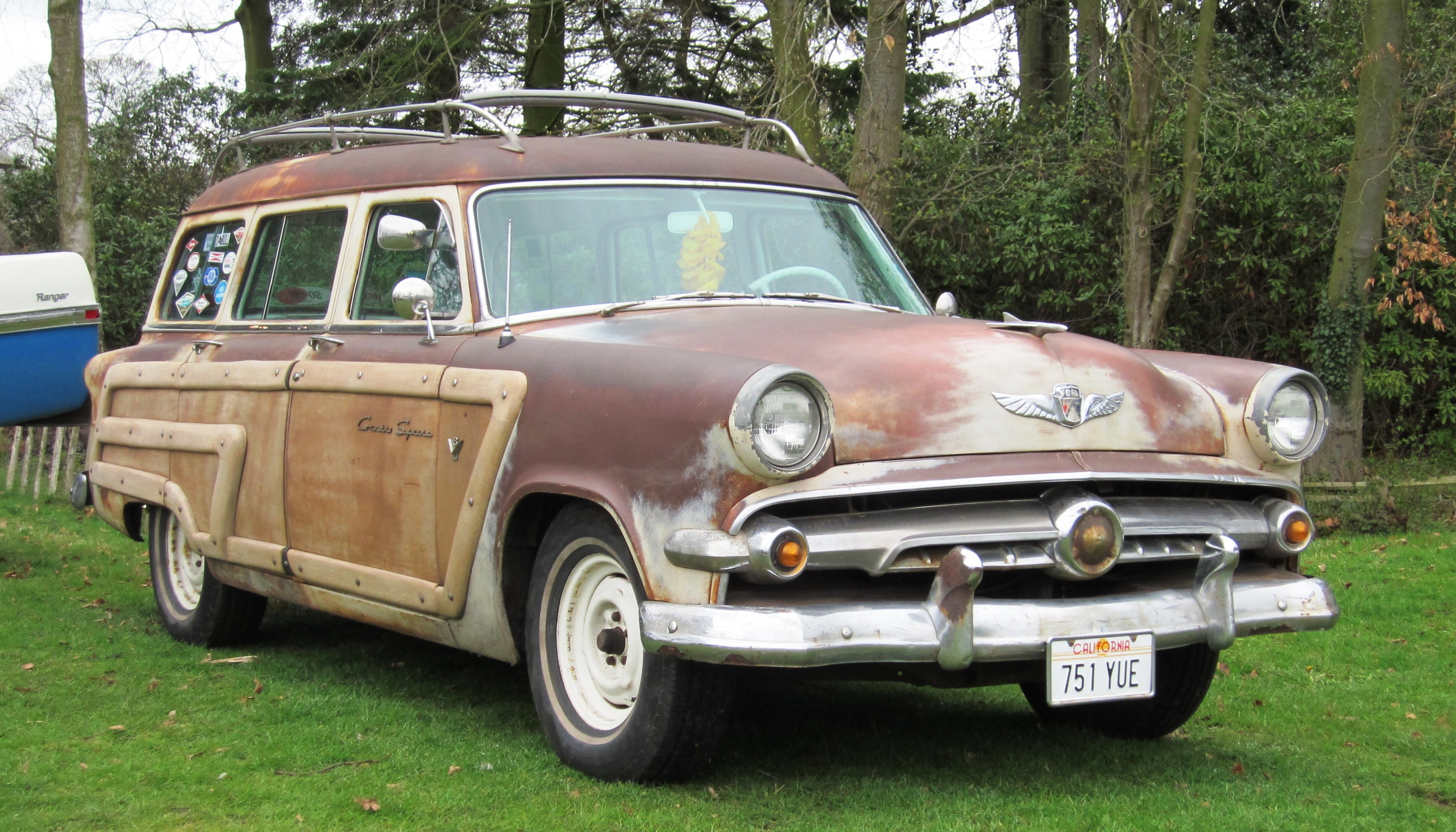
1954年式フォード・カントリー・スクワイア。マーティン家の車と同じ年式のモデル

1958年12月6日、土曜日の晩、ケネス・マーティンとバーバラ・マーティンは、クリスマス・パーティーに参加し、オレゴン州ポートランド、ノースイースト・ポートランドのローズウェー (Roseway)地区ノースウェスト56番通りの自宅に戻った。マーティン一家は翌日に郊外へ日帰り旅行に出る計画を立てていた。12月7日日曜日の午前遅くにケネスとバーバラは、3人の娘バービー、スーザン、およびヴァージニアを連れて、1954年型のクリーム色と赤のフォード製ステーション・ワゴン、カントリー・スクワイアに乗って自宅を出た。長女バービーは、グラント高校  (Grant High School)の1年生であった。一家の長男ドナルド (当時28歳）は、アメリカ海軍に属し、当時ニューヨークで任務についていた。
一家は、東に向かってドライブし、コロンビア川峡谷に入り、クリスマス・リースとデコレーションを作るための青葉を集める予定だった。マーティン家の人々がその日一日どこにいたかという具体的な情報はわずかであった。ガソリン・スタンド経営者ディーン・バクスター (Dean Baxter)は、オレゴン州カスケード・ロックス(Cascade Locks)にある自身のスタンドで彼らが給油したときに一家に会ったと報告した。場所は、一家の自宅から約40マイル (64 km)であった。バクスターの記憶によれば、給油後、彼らの車は東に向かった。一家はその後まもなく、カスケード・ロックスの約20マイル (32 km)東に位置する、オレゴン州フッド川 (Hood River)のレストランで再度目撃された。レストランでは、ウェイトレスのクララ・ヨークが給仕を担当した。また、行きずりの運転者らの報告によれば、一家は、日没の頃、ワシントン州のコロンビア川北岸で、詳細な位置は不明だが目撃された。その日、一家を見たと言う者らによれば、ケネスはタン色（黄褐色）のジッパー式ジャケットに黒っぽいスラックス、バーバラはネイヴィー・ブルーのコートに格子縞のジャケット、そして黒のプリント・ドレスを着ていたと伝えられる。バービーは、ロールカフジーンズ、ベージュのコートという服装であったと伝えられる。

## 捜査

### 初期の捜索活動
12月9日、火曜日、ケネス・マーティンが職場の電気会社に出社せず、バービーが高校の午前の授業を欠席した。スーザンとヴァージニアも、学校でそれぞれの担任が欠席と記録した。その日の夕刻、ケネスの上司が一家の失踪を公式に届け出た。夜の11時頃、警察が一家の住まいを捜査し、犯罪につながる兆候の有無を確認した。家に侵入の跡はなかった。洗濯機の中には洗濯物が詰まっており、前日の食器がキッチンの乾燥棚に残されていた。またマーティン家の複数の銀行口座にはかなりの額の金銭もあった。
マルトノマ郡とフッドリバー郡の両警察が捜索を行ったが、いずれも有力な手がかりを得られなかった。カリフォルニア州ロサンゼルスのヴェニスで登録され、盗難車となっていた白のシボレーが、マーティン家失踪の当日にカスケード・ロックスで見つかったが、マーティン家の車と一致しなかったため、警察は事件との関連性を考えなかった。放棄されたシボレー付近の茂みの中からは、乾いた血の付いた38口径コルト・コマンダー拳銃も見つかった。拳銃は捜査当局に引き渡されたものの、証拠として扱われることはなかった。製造番号を追跡した結果、この拳銃はマイヤー・アンド・フランク (Meier and Frank)百貨店にあったものだということが分かった。さらに、長男のドナルドが事件の2年前にマイヤー・アンド・フランクで働いていた頃、この拳銃をその他の狩猟用具といっしょに盗んだという疑いをかけられていたことが判明した。

### 目撃情報
12月8日、放棄されていたシボレーの盗難に関わった疑いで、ロイ・ライト (Roy Light)と他1名の前科者がフッドリヴァー郡 (Hood River County)で逮捕され、マーティン一家の失踪との関連性が疑われるきっかけとなった。一家を最後に目撃したフッド・リヴァーのウェイターが捜査関係者に話したところによれば、同じ時間にライトともう1人の前科者が店内におり（ウェイターはライトと顔見知りだった）、マーティン一家が店を出ると、2人の男も立ち去ったという。
失踪後の数週間から数か月にわたってさまざまな情報が捜査当局にもたらされ、手紙は200通以上、電話は数百件にものぼった。その中に、ポートランド東に果樹園を所有する人物が、12月7日に、ネイティブ・アメリカンの墓地がある峡谷で青葉を集めている男女を見たという情報があった。彼によれば、翌週には、猛禽類の群れがその方向に飛んで行くのが見えた。峡谷の捜索が行われたが、何も発見されなかった。1958年12月28日、女性用手袋が、放棄されたシボレーのあった場所の近くで見つかった。親類によれば、バーバラが使っていそうな手袋とのことだったが、彼女の物と断定するには至らなかった。1958年12月31日、ある男性からの電話による通報が警察に届いた。マーティン家の物に一致する車が、バルドック・フリーウェイ(Baldock Freeway)を疾走しているのを見たという。警察はフリーウェイに沿って警戒態勢を敷いたが、車は発見できなかった。また、クリスマス・イヴにアイオワ州のバーリントンでマーティン一家と似た家族連れを見たとの手紙も届いた。1959年1月7日、マーティン家の物と特徴が一致するオレゴン州ナンバーの車がモンタナ州ビリングスで駐車しているのを見たとするトラック運転手からの通報があった。車の目撃情報としては、これが最後の通報のひとつとなった。
1959年2月まで、捜査官らはポートランド都市圏の周囲やフッド山を含むさまざまな場所を探した。この間、捜索ボランティアが、オレゴン州ザ・ダルズ近くの崖の先で途切れているタイヤ痕を見つけ、マーティン家のフォードのタイヤと一致したと報じられた。現地で回収された塗膜片を連邦捜査局 (FBI) で分析したところ、マーティン家の車のメーカーおよび車種に使われているものと同じ塗料であることが判明した。マーティン家の車が川に落ちた可能性があると考えられたため、アメリカ陸軍工兵司令部によってボンネビル・ダムのダム湖の水位を5フィート (1.5 m) 下げる措置がとられ、ソナーを使った捜索が行われたが、何も見つからなかった。

## スーザンとヴァージニアの発見

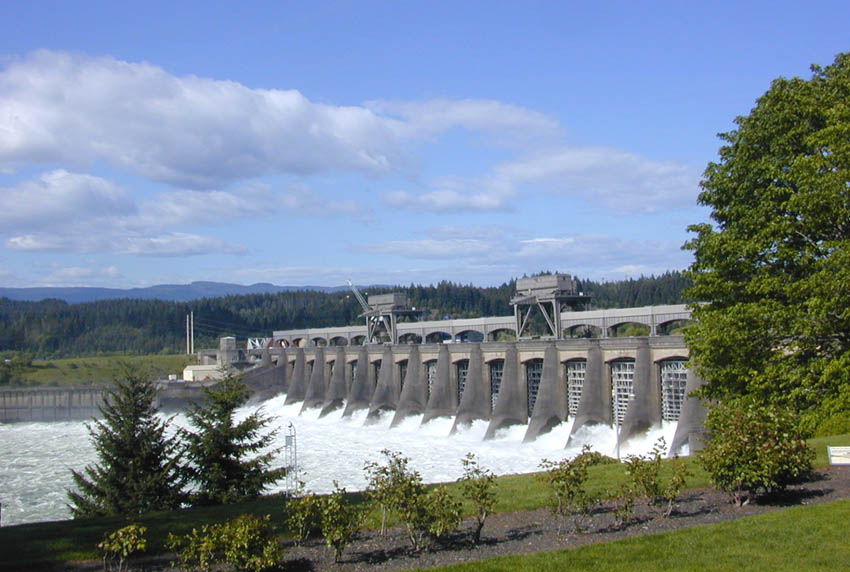
ヴァージニアの遺体は、一家が目撃された地点から46 mi近く離れた、ボンネヴィル・ダム(Bonneville Dam)（写真）の近くで発見された

タイヤ痕が見つかってから3か月たった1959年5月1日、ザ・ダルズ近くの川で掘削リグのアンカー（碇）にかなり重さがある何かがひっかかったと報じられた。しかし、その物体は、水面まで引き上げられないまま、外れてしまった。5月2日早朝、カスケード・ロックス付近で人体らしきもの2体が浮かんでおり、下流に向かっているのを見たという漁師とその妻から通報があった。夫妻はその後、ボンネビル・ダムでそれらに出くわした。5月3日午後、ザ・ダルズから西に約70マイル (110 km)離れたワシントン州キャマス近くのコロンビア川北岸で、スーザンの遺体が発見された。歯科治療の記録によって、本人であることが確認された。 翌日の5月4日朝、ザ・ダルズから西に約46マイル (74 km)離れたボンネビル・ダム付近で、ヴァージニアの遺体が見つかり、やはり歯科記録から本人確認が行われた。
スーザンの遺体は、ワシントン州クラーク郡検視局に運ばれ、それから2人の遺体を検死するためにポートランドのマルトノマ郡に移された。検視官の報告には、少女らの死因が溺死と記録されている。スーザンの服装には、アルミを含む金属物質が付着していた。掘削リグが水中で何らかの物体をひっかけ、車が川に落ちた可能性が考えられる場所の真向かいには、岸にアルミ精錬工場が位置している。
当時のフッド・リヴァー郡保安官、ルパート・ギルムート (Rupert Gillmouthe)は、掘削リグが川床でマーティンの車体をひっくり返し、いずれかのドアが外れたために、スーザンとヴァージニアの遺体が車外に放出され、下流で水面に浮かんだのではないかと推測した。ソナーとヘリコプターを使った捜索がその水域でさらに展開されたが、実りは無かった。捜索潜水夫があやうく溺れそうになる出来事があり、その後ケネス、バーバラ、およびバービーの捜索は打ち切られた。

## 仮説とその後
警察は、ケネス・マーティンの運転する車が川に突っ込み、その結果一家が死亡したと推論した。この他、一家が誘拐され、崖の端から無理矢理川に落とされたとする異説も唱えられた。一家の失踪から3年後の1961年、キャマスのある住人がオレゴン・ジャーナル紙 (The Oregon Journal)に手紙を送った。それによれば、1958年12月7日、カスケード・ロックスに駐車して仲間といっしょにいたとき、別の車が鉄道の線路をくぐってロックス方面に向かったのを目撃した。しばらくすると叫び声がしたので調べてみたが、何も見つからなかった。
8年後の1966年12月には、マーティン家で唯一人生き残った長男のドナルドが、7年間にわたって検認手続中の状態に置かれていた一家の「そこそこの」財産を相続した。彼は後にハワイ州カポレイに移住し、エワ・ビーチ ('Ewa Beach)にあるジェームズ・キャンペル高校 (James Campbell High School)の教師となった。ドナルドは3人の子どもをなし、2004年10月8日に73歳で亡くなった。墓は、妻と同じく国立太平洋祈念墓地にある。
マルトノマ郡警察は、一貫してマーティン家の失踪には犯罪が絡んでいると考え続けた。その根拠は、一家の車が崖から故意に突き落とされたことを示すタイヤ痕の証拠であった。ワシントン州側である川の北岸で、日暮れ時に一家を目撃したとの情報があった一方、タイヤ痕は川の南岸でオレゴン州側にあったのも、悩みの種だった。車が崖から落ちたのは日没後だったということになる。失踪の翌日にフッド・リヴァー地区で前科者2人が車両窃盗の罪で逮捕された点も注目されたが、警察はこれらの事象の関連性を突き止められなかった。1988年に亡くなったポートランドの刑事ウォルター・グレイブン (Walter Graven)は、一家が犯罪に巻き込まれたこと、車が見つかれば殺人事件の解決につながると強く信じていた。
スーザンとヴァージニアの遺骨は、死後の約10年、誰に引き取られることもなく、ポートランドのリバービュー・アビー霊廟 (River View Abbey Mausoleum)に安置されていた。1969年12月30日、骨壺が詳細不明の個人に引き取られた。前日の12月29日は、2人の母方の祖母にあたるマーガレット・マーティンが亡くなっており、少女らの遺骨の引き取り請求はマーガレットの葬儀の準備が進められる中行われた。
20世紀末の間には、一家の残る3名の行方を探す活動は、ほとんど行われなかった。ただし、1999年7月には、事件に興味を持ったオレゴニアン  (Oregonian) 紙のジャーナリスト、マーギー・ブーレ (Margie Boulé)が、マーティン家の車を見つけるために、カスケード・ロックス付近のコロンビア川で水中捜索を実施した。捜索には新型のソナーやGPS、水中LiDAR（音波を応用した測定器）が投入されたが、最終的に成果はなかった。ケネスとバーバラ、バービーの3人の遺体と、一家の車は依然として見つかっていない。